# Tirza
Tirza (in ebraico תרצה‎?, Tirṣa), o Tell el Far'ah (in arabo تل الفارعة‎?, Tall al-Fāriʿa), è una città cananea e poi israelita, situata in Samaria, vicino all'attuale Nablus, in Cisgiordania.
Dopo Sichem e prima di Samaria fu la capitale di Israele durante i regni di Baasa, Ela, Zimri e Omri.
L’archeologo William Albright la identificò con Tell el Far'ah, un tell che si trova 11 km a nord- est di Sichem (vicino all'odierna Nablus), a nord della Route 57. Il tell fu oggetto di scavi dal 1940 agli anni Sessanta da parte di una missione dei domenicani della Scuola biblica e archeologica francese di Gerusalemme, diretta dall'archeologo francese Roland de Vaux.

## Geografia
Tirza sorge su una piccola collina in una valle. Si estende su 180.000 m2 ed è circondata da corsi d'acqua su tre lati. Vicino alla città c'è la sorgente del fiume Tirza. La città si trova all'incrocio di due strade importanti: la strada che attraversa le montagne della Samaria da est a ovest salendo dalla pianura costiera in direzione di Nablus e scendendo verso il Giordano che la costeggia all'altezza del ponte di Adamo (percorso corrispondente all'attuale strada 57), e la strada che collega Gerusalemme, Sichem con la valle di Iezreel passando attraverso le montagne.

## Storia
Gli scavi nel sito hanno rivelato l'esistenza di un'occupazione nel periodo neolitico. Tell el-Far'ah è un villaggio che risale alla prima età del bronzo, che fu poi rioccupato durante la media età del bronzo (XIX secolo a.C.). Fu poi fortificato, con mura di 2 metri alla base, torri e porte. Nella città sono stati ritrovati i resti di un santuario. La città subì la distruzione nel IX secolo a.C., visse poi un periodo di prosperità nell’VIII, prima di essere distrutta dalla conquista assira nel 723 a.C.
Il teologo Edward Robinson suggerì che Talluza sia l'antica Tirzah (in latino: Thersa), una delle 31 città cananee conquistate da Giosuè; il nome moderno sarebbe una derivazione da quello arabo per tramite della sua forma ebraica, oppure anche la sua forma originale cananea, dove la lettera r fu sostituita dalla l. Similmente, Victor Guérin arguì che Talluza fu l'antico sito di Thirza. Più tardi, Claude Reignier Conder e Herbert Kitchener proposero il villaggio palestinese di Tayasir come un candidato più plausibile. Tuttavia, gli studiosi generalmente accettano la localizzazione presso Tell el-Farah, a nord-est di Nablus.